# Petri de Joangorena
Petri de Joangorena, död 1 november 1610 i Logrono, var en spansk kolarbetare som avrättades för häxeri.   Han var en av endast fem personer som avrättades i den berömda häxprocessen i Baskien, där tusentals personer åtalades 1606-1614 men endast fem avrättades. 
Han kom från Ezpeleta (Lapurdi) i Navarra. Han arresterades av inkvisitören Valle Alvarado 1609. Han anklagades för häxkonst och för närvaro vid den berömda häxsabbaten i Zugarramurdi. Tillsammans med de andra åtalade fördes han till Logroño-fängelset och ställdes inför den spanska inkvisitionen. 
Han förnekade upprepade gånger anklagelserna mot honom. Inkvisitionens mål var inte att döma de åtalade till döden, utan att få dem att bekänna, varefter de skulle ångra sig, be om förlåtelse och sedan benådas från dödsstraff. Hans vägran att erkänna var anledningen till att han dömdes till döden. Han dömdes att brännas levande på bål. 
Han brändes tillsammans med fem andra personer på en autodafé i Logrono, tillsammans med liken och dockorna efter ytterligare fem, som hade avlidit i fängelset: samtliga var från Zugurramurdi och hade vägrat erkänna.